# Rankovci (Tišina, Slovenija)
Rankovci (mađarski Ferenclak, njemački Frankofzen, ili Frankendorf) je naselje u slovenskoj Općini Tišini. Rankovci se nalazi u pokrajini Prekomurju i statističkoj regiji Pomurju. 

## Stanovništvo
Prema popisu stanovništva iz 2002. godine naselje je imalo 254 stanovnika.